# Mistrzostwa Europy w Lekkoatletyce 2022 – rzut oszczepem mężczyzn
Rzut oszczepem mężczyzn – jedna z konkurencji technicznych rozgrywanych podczas lekkoatletycznych mistrzostw Europy na Stadionie Olimpijskim w Monachium.

## Terminarz
Źródło: european-athletics.com.
| Data        | Godzina |              |
| ----------- | ------- | ------------ |
| 19 sierpnia | 10:00   | Kwalifikacje |
| 21 sierpnia | 19:50   | Finał        |

## Rekordy
Tabela prezentuje rekord świata, rekord Europy, rekord mistrzostw Europy oraz najlepsze wyniki na listach światowych i eruopejskich w sezonie 2022 przed rozpoczęciem mistrzostw. Źródło: european-athletics.com, worldathletics.org.
|                          | Zawodnik        | Wynik | Miejsce   | Data                  |
| ------------------------ | --------------- | ----- | --------- | --------------------- |
| Rekord świata            | Jan Železný     | 98,48 | Jena      | 25 maja 1996(dts)     |
| Rekord Europy            | Jan Železný     | 98,48 | Jena      | 25 maja 1996(dts)     |
| Rekord mistrzostw Europy | Steve Backley   | 89,72 | Budapeszt | 23 sierpnia 1998(dts) |
| Listy światowe           | Anderson Peters | 93,07 | Doha      | 13 maja 2022(dts)     |
| Listy europejskie        | Jakub Vadlejch  | 90,88 | Doha      | 13 maja 2022(dts)     |

## Rezultaty

### Kwalifikacje
Awans: 83,50 m (Q) lub 12 najlepszych rezultatów (q). Źródło: european-athletics.com.
| Poz. | Grupa | Zawodnik               | Reprezentacja | Próby | Próby | Próby | Wynik | Uwagi |
| Poz. | Grupa | Zawodnik               | Reprezentacja | 1     | 2     | 3     | Wynik | Uwagi |
| ---- | ----- | ---------------------- | ------------- | ----- | ----- | ----- | ----- | ----- |
| 1.   | B     | Jakub Vadlejch         | Czechy        | x     | 81,81 | –     | 81,81 | q     |
| 2.   | B     | Julian Weber           | Niemcy        | 80,99 | 73,27 | x     | 80,99 | q     |
| 3.   | B     | Lassi Etelätalo        | Finlandia     | 79,29 | –     | –     | 79,29 | q     |
| 4.   | A     | Vítězslav Veselý       | Czechy        | 79,27 | x     | –     | 79,27 | q     |
| 5.   | A     | Toni Kuusela           | Finlandia     | 78,80 | 79,26 | x     | 79,26 | q     |
| 6.   | B     | Andrian Mardare        | Mołdawia      | 75,13 | x     | 78,78 | 78,78 | q     |
| 7.   | B     | Alexandru Novac        | Rumunia       | 77,68 | x     | 75,13 | 77,68 | q     |
| 8.   | A     | Patriks Gailums        | Łotwa         | 77,55 | x     | 77,02 | 77,55 | q     |
| 9.   | A     | Martin Konečný         | Czechy        | 72,01 | 77,49 | x     | 77,49 | q     |
| 10.  | A     | Rolands Štrobinders    | Łotwa         | 77,33 | x     | 75,54 | 77,33 | q     |
| 11.  | B     | Andreas Hofmann        | Niemcy        | x     | 77,29 | x     | 77,29 | q     |
| 12.  | B     | Timothy Herman         | Belgia        | 77,20 | x     | –     | 77,20 | q     |
| 13.  | B     | Toni Keränen           | Finlandia     | 77,01 | 76,73 | 74,62 | 77,01 |       |
| 14.  | A     | Manu Quijera           | Hiszpania     | 76,67 | 74,23 | 76,51 | 76,67 |       |
| 15.  | A     | Artur Felfner          | Ukraina       | x     | 76,06 | x     | 76,06 |       |
| 16.  | B     | Felise Vahai Sosaia    | Francja       | 74,70 | 72,35 | 70,22 | 74,70 |       |
| 17.  | B     | Gatis Čakšs            | Łotwa         | x     | 74,63 | x     | 74,63 |       |
| 18.  | A     | Denis Adrian Both      | Rumunia       | 74,62 | 73,14 | 73,48 | 74,62 |       |
| 19.  | A     | Roberto Orlando        | Włochy        | 71,82 | 73,59 | 69,94 | 73,59 |       |
| 20.  | A     | Leandro Ramos          | Portugalia    | 69,39 | 72,46 | 72,90 | 72,90 |       |
| 21.  | A     | Arthur Wiborg Petersen | Dania         | x     | 71,51 | 72,82 | 72,82 |       |
| 22.  | A     | Thomas Röhler          | Niemcy        | 70,66 | 71,31 | x     | 71,31 |       |
| 23.  | B     | Jakob Samuelsson       | Szwecja       | x     | x     | 70,39 | 70,39 |       |
| 24.  | B     | Emin Öncel             | Turcja        | 68,97 | x     | 67,15 | 68,97 |       |

### Finał
Źródło: european-athletics.com
| Pozycja | Zawodnik            | Państwo   | Runda | Runda | Runda | Runda | Runda | Runda | Wynik | Uwagi |
| Pozycja | Zawodnik            | Państwo   | 1     | 2     | 3     | 4     | 5     | 6     | Wynik | Uwagi |
| ------- | ------------------- | --------- | ----- | ----- | ----- | ----- | ----- | ----- | ----- | ----- |
| 01 !    | Julian Weber        | Niemcy    | 83,05 | x     | 77,01 | 87,66 | 83,33 | –     | 87,66 |       |
| 02 !    | Jakub Vadlejch      | Czechy    | x     | 87,28 | 84,03 | x     | x     | x     | 87,28 |       |
| 03 !    | Lassi Etelätalo     | Finlandia | 81,84 | 82,93 | x     | x     | 86,44 | x     | 86,44 | PB    |
| 4.      | Vítězslav Veselý    | Czechy    | x     | 76,76 | x     | 80,21 | 84,36 | 80,53 | 84,36 |       |
| 5.      | Toni Kuusela        | Finlandia | 78,89 | x     | 79,66 | x     | 80,20 | –     | 80,20 |       |
| 6.      | Patriks Gailums     | Łotwa     | 70,41 | x     | 78,82 | x     | 77,00 | x     | 78,82 |       |
| 7.      | Andrian Mardare     | Mołdawia  | 76,63 | 77,49 | 76,22 | x     | x     | x     | 77,49 |       |
| 8.      | Rolands Štrobinders | Łotwa     | 74,29 | x     | 76,16 | 77,10 | x     | x     | 77,10 |       |
| 9.      | Alexandru Novac     | Rumunia   | 75,78 | x     | 73,84 | NQ    | NQ    | NQ    | 75,78 |       |
| 10.     | Timothy Herman      | Belgia    | 74,84 | 72,90 | 72,76 | NQ    | NQ    | NQ    | 74,84 |       |
| 11.     | Andreas Hofmann     | Niemcy    | 74,75 | 74,42 | x     | NQ    | NQ    | NQ    | 74,75 |       |
| 12.     | Martin Konečný      | Czechy    | x     | 73,48 | x     | NQ    | NQ    | NQ    | 73,48 |       |